# زمین‌لرزه‌های ۱۹۲۷ کریمه
زمین‌لرزه‌های کریمه  در تاریخ ۱۱ سپتامبر ۱۹۲۷ میلادی، برابر با ‎۱۹ شهریور ۱۳۰۶، ساعت ۲۲:۱۵:۰۰ به زمان یوتی‌سی در اوکراین ، منطقه شبه جزیره کریمه رخ داد. ژرفای این زلزله ۱۷ کیلومتر بود. بزرگی آن ۶٫۸ در مقیاس ریشتر و بیشینهٔ شدت آن در مقیاس مرکالی IX اعلام شده‌است. زمین‌لرزه به وقت محلی در روز دوشنبه، ساعت ۰ روی داده و منطقه زمانی آن یوتی‌سی +۲ بوده‌است (با لحاظ تغییر ساعت تابستانی).
سازمان زمین‌شناسی آمریکا نیز جای این زمین‌لرزه را در مختصات ۴۴°۱۸′شمالی ۳۴°۱۸′شرقی / ۴۴٫۳°شمالی ۳۴٫۳°شرقی و بزرگی آنرا برابر با ۶٫۸ در مقیاس ریشتر اعلام کرده‌است. ژرفای گزارش شده از سوی این سازمان ۱۷ کیلومتر می‌باشد.
سونامی نیز در این زلزله گزارش شده‌است.